# رنگالیا
رنگالیا (به لاتین: Rangalia) یک منطقهٔ مسکونی در بنگلادش است که در ناحیه پابنا واقع شده‌است. رنگالیا ۱٬۲۴۵ نفر جمعیت دارد.